# Norðurland eystra
Norðurland eystra er en af otte landsvæði, som er landsdele eller regioner på Island. Norðurland eystra er inddelt i 16 kommuner (sveitarfélög), havde 2007 28.699 indbyggere og et areal på 21.968 km².
Islands nordligste beboede sted er øen Grímsey og på fastlandet bygden Hraunhafnartangi. Desuden hører den kun 90 m² store undervandsvulkan Kolbeinsey 35 km nordvest for Grimsey og 105 km fra fra den islandske nordkyst til regionen.
Landsdelens hovedby er skole- og kulturbyen Akureyri ved fjorden Eyjafjörður.
Området er præget af vulkanske aktiviteter som f. eks ved Námaskard ved Mývatn, hvor man siden 1977 har udnyttet den geotermiske energi ved hjælp af et elektricitetsværk.
I regionens lavland har der igennem århundreder boet mennesker, som levede af fiskeri og landbrug. I nyere tid har særlig de tyndt befolkede områder som mindre bygder og gårde måttet opgives, det gælder bl.a. området øst for Eyjafjörður og store områder på Melrakkaslétta og Langanes. Mange turister søger nu til de ensomt beliggende steder for at opleve roen og den særprægede natur.

## Natur og turisme
Udviklingen af turisterhvervet i regionen bærer mange steder præg af historien, forskellige landbrugsmetoder, og hvad man kan opleve i naturen.
Den med sine ca. 17.000 indbyggere universitets- og fiskeriby Akureyri har mange museer, kirker og parker. I den sydvestlige del af byen, lidt højere end Akureyrarkirkja, ligger den botaniske have (Lystigarður Akureyrar) med ca. 6000 fremmede plantearter og ca. 400 indenlandske arter.
Uden for fjordene Eyjafjörður og Skjálfandi er det muligt at observere hvaler, og i Húsavík er der et hvalmuseum.
I Skagafjörður ligger de naturrige øer Málmey, Drangey og Lundey. Omkring fjorden er der mange hesteudlejere og firmaer, som organiserer rideture på de islandske heste, og der er gode muligheder for rafting på gletsjerflodene i Østdalen og Vestdalen,
I Siglufjörður, hvor fiskeri og fiskeindustri stadig udgør den økonomiske basis, er der et sildefiskerimuseum med minder fra sildefiskeriet i byens storhedstid i den første halvdel af det 20. århundrede, et fiskeri, der havde stor betydning for hele Islands udvikling.
På strækningen mellem Akureyri og Mývatn ligger det 12 meter høje og ca. 30 meter brede
vandfald Goðafoss Gudernes vandfald, hvor man mener, at høvdingen Thorgeir kastede sine gudebilleder i vandfaldet, da islændingene i året 1000 gik over til kristendommen
Mývatn er en af Europas mest fuglerige søer, hvor der yngler mange eksotiske fuglearter, især andefugle, men også fugle som ikke kendes i det øvrige Europa. Fra fjeldet Vindbergjarfjall er der en enestående udsigt ud over søen.
I naturreservatet Mývatn kan man blandt andet besøge pseudokraterne ved Skútustaðir, de 2000 år gamle lavaformationer i Dimmuborgir, solfatarakilderne ved Námaskard og vulkanen Krafla, som havde sit sidste udbrud i 1984.

## Ekstern henvisning
- Besøg Nordisland Arkiveret 4. januar 2010 hos  Wayback Machine

65°30′N 17°00′V / 65.5°N 17°V